# DVB-C
DVB-C je standard digitálního televizního vysílání v sítích kabelových televizí. Signál je kódován typicky pomocí MPEG-2, ovšem programy v HD rozlišení jsou vysílány v kódování MPEG-4.

## Technický popis vysílače
Krátký popis jednotlivých bloků:

Schéma vysílacího systému DVB-C

- Komprese dat a MPEG-2 multiplexování (MUX): video, audio a datové proudy jsou komprimovány a poté multiplexovány do programového proudu MPEG (MPEG-PS). Několik programových proudů je sloučeno do transportního proudu MPEG (MPEG-TS), což je základní digitální proud, který je přenášen a přijímán set-top boxy (STB) nebo modulem integrovaného dekodéru (např. Conax). Přenosové rychlosti MPEG-2 závisí na několika modulačních parametrech a mohou se pohybovat od 6,4 do 64 Mbit/s (viz tabulka).

- Úprava MUX a energetický rozptyl: MPEG-TS je tvořen posloupností datových paketů pevné délky (188 byty). Pomocí skrembleru je posloupnost bytů dekorelována, aby se zamezilo vzniku energetických špiček.

- Externí kodér: první úrovní zabezpečení aplikovanou na přenášená data je nebinární blokový Reedův–Solomonův kód (RS 204, 188), který umožňuje opravu až 8 chybných bytů ve 188bytovém paketu.

- Externí prokládač: pro přeuspořádání přenášené datové posloupnosti se používá konvoluční prokládání, aby byl přenos odolnější proti dlouhé posloupnosti chyb.

- Konverze bytů na n-tice: datové byty jsou kódovány jako n-tice (n = 4, 5, 6, 7 nebo 8).

- Diferenciální kódování: pro získání rotačně invariantní konstelace se provádí diferenciální kódování dvou nejvýznamnějších bitů (MSB) každého symbolu.

- QAM mapovaní: bitová posloupnost je mapována na digitální posloupnost komplexních symbolů v základním pásmu použitím jedné z pěti variant kvadraturní amplitudové modulace: 16-QAM, 32-QAM, 64-QAM, 128-QAM, 256-QAM.

- Tvarování signálu v základním pásmu: QAM signál je filtrován filtrem tvaru zvýšeného kosinu pro omezení vzájemného rušení signálů na přijímací straně.

- DAC a VF modulátor: pomocí D/A převodníku (DAC) je digitální signál převeden na analogový, který je modulován na nosnou vlnu, čímž vzniká vysokofrekvenční signál, který se po zesílení přenáší kabelovými rozvody.

Dostupné přenosové rychlosti DVB-C v Mbit/s:
| Šířka pásma (MHz) | 2                           | 4                           | 6                           | 8                           | 10                          |
| Modulace          | Přenosová rychlost (Mbit/s) | Přenosová rychlost (Mbit/s) | Přenosová rychlost (Mbit/s) | Přenosová rychlost (Mbit/s) | Přenosová rychlost (Mbit/s) |
| ----------------- | --------------------------- | --------------------------- | --------------------------- | --------------------------- | --------------------------- |
| 16-QAM            | 6,41                        | 12,82                       | 19,23                       | 25,64                       | 32,05                       |
| 32-QAM            | 8,01                        | 16,03                       | 24,04                       | 32,05                       | 40,07                       |
| 64-QAM            | 9,62                        | 19,23                       | 28,85                       | 38,47                       | 48,08                       |
| 128-QAM           | 11,22                       | 22,44                       | 33,66                       | 44,88                       | 56,10                       |
| 256-QAM           | 12,82                       | 25,64                       | 38,47                       | 51,29                       | 64,11                       |

## Technický popis přijímače
Pro přijímaní se používá zařízení Set-top box. Ten obsahuje tyto části:
- Front-end and ADC: analogový RF signál je konvertován na mezifrekvenci a transformován na digitální signál pomoci AD převodníku (ADC).
- QAM demodulátor na mezifrekvenci
- Rozdílové dekódování
- Výstupní prokládání
- Výstupní dekódování
- MUX přizpůsobení
- MPEG-2 demultiplexování a zdrojové dekódování